# Tomáš Mazal
Tomáš Mazal (* 22. března 1956 Praha) je český fotograf, básník, esejista, editor, dokumentarista a životopisec Bohumila Hrabala.

## Život
Narodil se v Praze, v 70. letech se začal zapojovat do neoficiálních kulturních aktivit. V samizdatu vydal několik básnických sbírek a monografie o Jaroslavu Hutkovi a Vlastovi Třešňákovi. V roce 1985 založil samizdatové nakladatelství Dämmerung Werlag Prag. Pod pseudonymem Zdenička Spruzená vydal spolu s Karlem Novotným (pseudonym Josef Vadný) samizdatovou prózu Totální brainwash (Přeloučský román), který po revoluci vyšel i s pokračováním v nakladatelství Maťa.
Intenzivně se též věnoval undergroundovému filmu, v němž propojoval dokumentární postupy s hranými pasážemi. Nejvýznamnějším snímkem, na němž se režijně podílel, je zřejmě umělecký dokument My žijeme v Praze (1985) o Egonu Bondym.
V roce 1989 se seznámil s Bohumilem Hrabalem a stal se jeho blízkým přítelem a dvorním fotografem. Po Hrabalově smrti uspořádal a vydal výbor z jeho milostné korespondence Buďte tak hodná, vytáhněte rolety!, a napsal hned několik knih zpracovávajících jeho život a dílo.

## Dílo

### Filmy
- Den s B. Hrabalem (1994)
- My žijeme v Praze (1985)
- Židovský hřbitov (1984)
- Sny toaletářovy II (1983)
- Vincent (1983)
- Vada zraku (1979)
- Jaro na rejdišti (1977)

### Knihy
- Pes na gondole, soubor esejí a reflexí (Academia, 2021) ISBN 978-80-200-3291-1
- Via Hrabal (Novela bohemica 2014)
- Plovoucí motivy: Poznámky nejen na téma Hrabal, Bondy, Škvorecký (Pulchra 2012)
- Cesty s Bohumilem Hrabalem (Academia 2011)
- Benátky (Lithos 2008)
- Putování k Port Arthuru (Lithos 2007)
- Spisovatel Bohumil Hrabal (Torst 2007)
- Přeloučský román (Maťa 2003)

### Články v časopisech
- MAZAL, Tomáš. Kafkův kolega : na domácím večírku s Kafkou se potkati. Host : měsíčník pro literaturu a čtenáře. Říjen 2017, roč. XXXIII, čís. 8, s. 98–103. Dostupné online. ISSN 1211-9938.

### Vydavatel
- Paul Leppin: Daniel Jesus, překlad: Jaroslav Achab Haidler, ilustrace: Řehoř Samsa, doslov: Tomáš Mazal, Praha, Dämmerung-Verlag, 1986 – bibliofilie
- Paul Leppin: Severinova cesta do temnot, překlad: Jaroslav Achab Haidler, ilustrace: F. J. B. Štorm, Praha, Dämmerung-Verlag, 1989 – bibliofilie